# Prisque de Nocera
 (novembre 2023).
Si vous disposez d'ouvrages ou d'articles de référence ou si vous connaissez des sites web de qualité traitant du thème abordé ici, merci de compléter l'article en donnant les références utiles à sa vérifiabilité et en les liant à la section « Notes et références ».
Prisque de Nocera (né et mort à Nuceria Alfaterna, probablement au IIIe siècle) est un ecclésiastique italien, premier évêque de Nocera (épiscope). Il est vénéré comme saint par l'Église catholique, considéré comme patron de son ancien diocèse.

## Biographie
Prisque a certainement vécu avant le Ve siècle. Il est mentionné par Paulin de Nole, qui rappelle comment il était fêté en 405 à Nola, ainsi qu'à Nuceria. Le témoignage de Paulin est précieux car il représente un terme ante quem pour dater la vie du saint. 

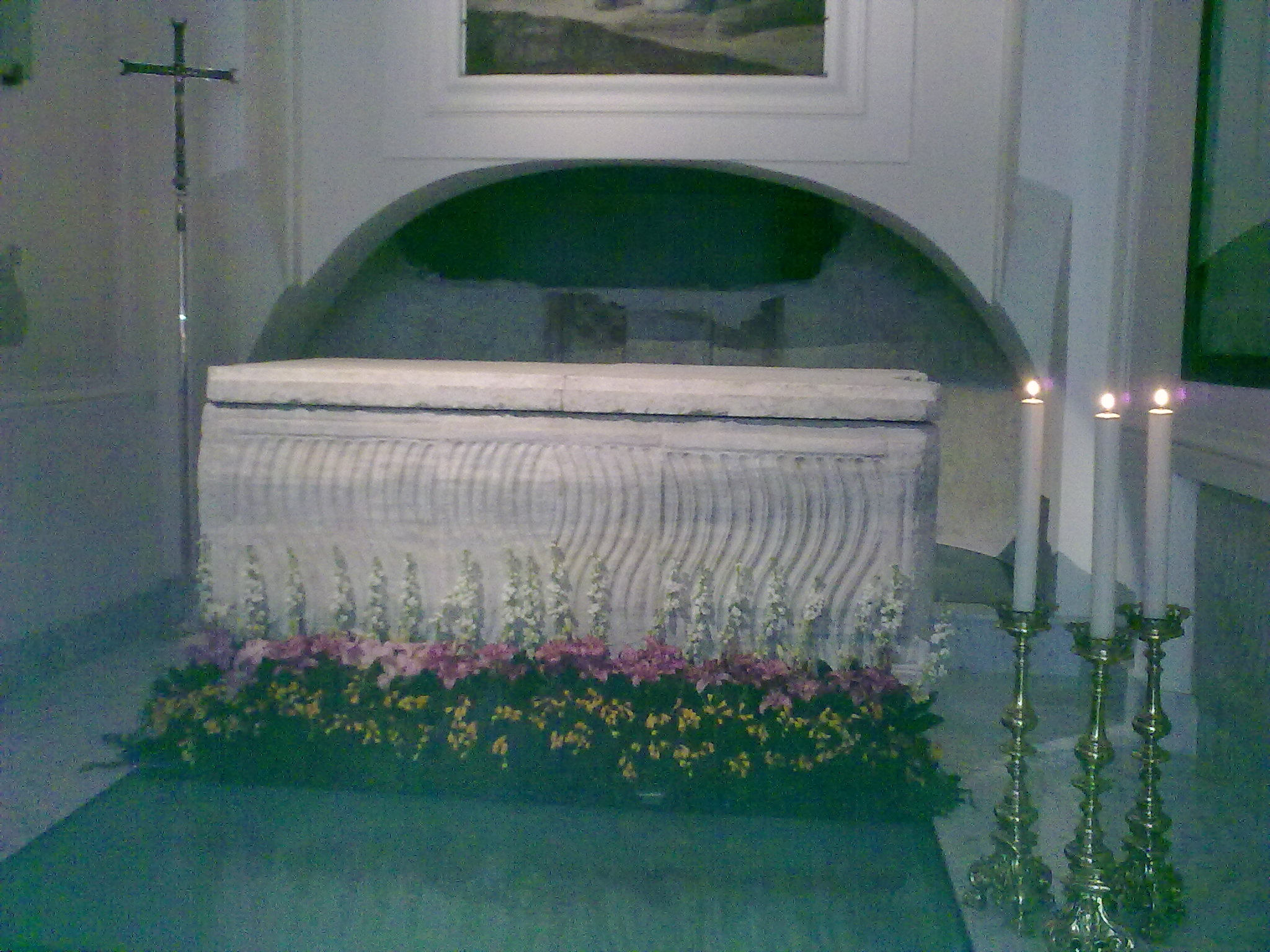
Le sarcophage de Priscus dans la cathédrale (IIIe siècle)

## Hagiographie
En lisant le Martyrologe d'Adon de Vienne, certains auteurs ont identifié  Prisque comme l'un des soixante-douze disciples de Jésus, précisément celui dans la maison duquel le dernier souper a eu lieu. Cette hypothèse daterait l'arrivée d'un Prisque à Nuceria Alfaterna au Ier siècle directement de Jérusalem. Cependant, dix saints portent ce nom et cette reconstruction, par exemple, est identique à celle utilisée pour l'archidiocèse de Capoue, où le premier évêque porte le même nom. 
Une autre hypothèse qui amènerait Prisque au Ier siècle est la légende de sa mort qui aurait eu lieu vers 68. Cette circonstance est rapportée dans le Martyrologe attribué à Sofronio Eusebio Girolamo : on lit que le 12 octobre 68 un Félice de Nola, un Félice de Nuceria et un Costance lui aussi de Nocera ont été martyrisés sous Néron, tandis qu'un Prisque a été martyrisé le 16 septembre. 

### Miracles

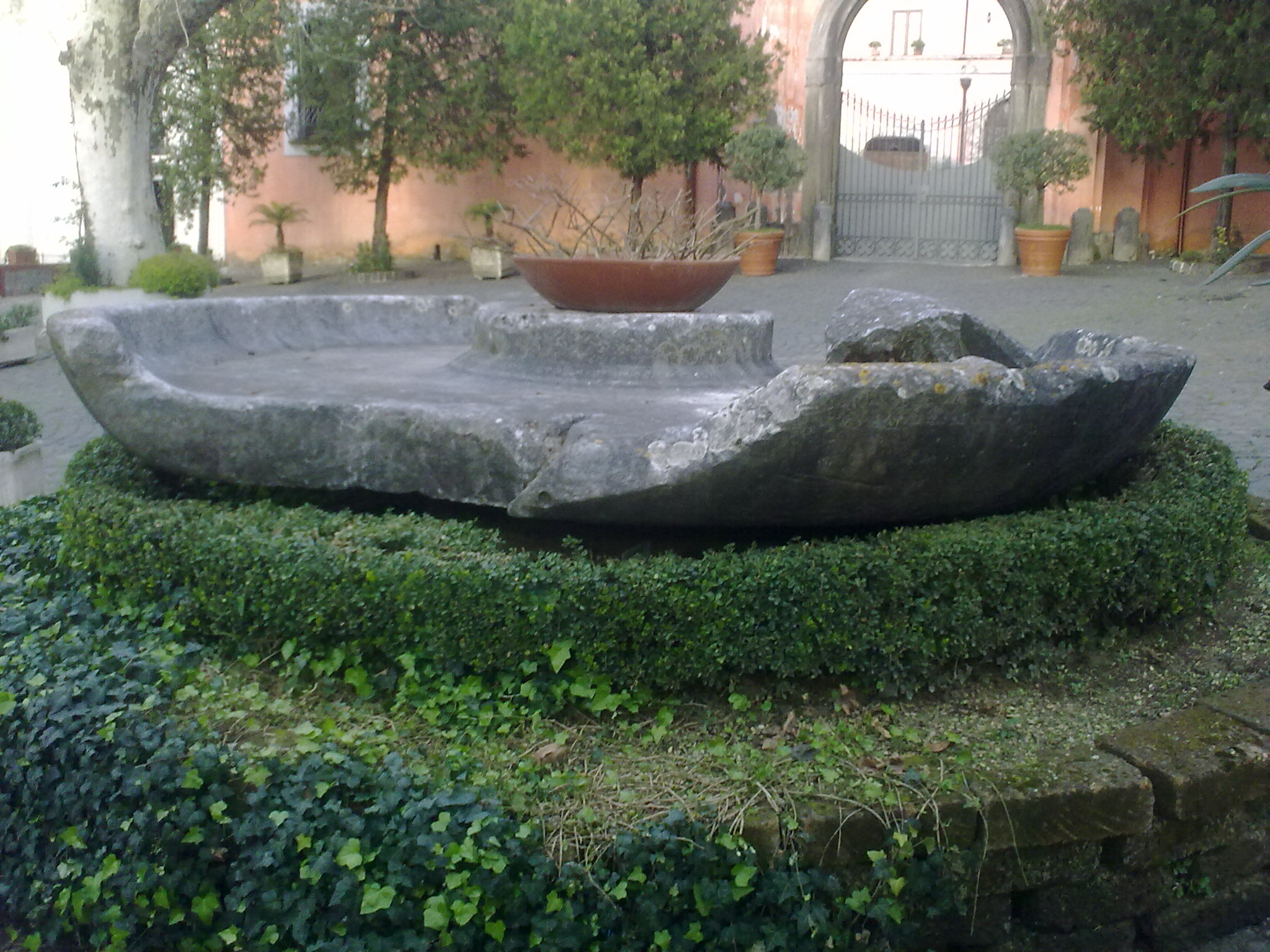
La fontaine romaine, considérée comme un cadeau du pontife à l'évêque

La tradition populaire attribue de nombreux miracles au saint. 
Accusé d'hérésie pour avoir célébré la messe à l'aube dans la solitude, il est contraint de se rendre à Rome pour se défendre en présence du pape. N'ayant rien à offrir en cadeau au pape, il convainc des oies de le suivre dans la Latium pour les offrir au successeur de Pierre. 
Des anges apparaissent devant le pape, qui l'exonère totalement. Impressionné par ce miracle, le pontife donné à Prisque une grande fontaine en marbre que le saint transporte à Nocera avec la seule aide de deux vachers  . Le saint, pour subvenir aux besoins des compagnons assoiffés, fait surgir de nulle part un cerf qui étanche leur soif avec son lait, les chauffant avec des braises brûlantes qu'il avait gardées sous sa tunique. 
Près de la mort, il décide de s'allonger dans le même tombeau qui a accueilli ses sœurs, demandant à leurs squelettes de bouger pour lui faire de la place, souhait qui lui a été accordé. 
Enfin, saint Prisque se voit également attribuer le miracle de la séparation de la montagne fendue, un col (probablement ouvrage romain) situé à la frontière entre les municipalités de Nocera Inferiore et Castel San Giorgio  .

## Culte
Il est d'abord enterré dans une tombe de tuf dans l'une des nécropoles de Nuceria Alfaterna ; son corps, objet d'une attention populaire croissante, qui devint plus tard dévotion, fut déplacé juste à l'ouest de l'ancienne ville, dans une zone qui aurait pris le nom d'Évêché, initialement dans une abbaye bénédictine. Avec la restauration du diocèse en 1386, l'église abbatiale est élevée au rang de cathédrale. 
Les recherches archéologiques se succèdent à l'intérieur de la cathédrale de Nocera Inferiore, ont une fois de plus rendu entièrement visible l'endroit où les restes du saint ont été enterrés avec ceux de ses deux sœurs Marzia et Marina, également vénérés comme saintes. Le sarcophage strigilé fait référence à des spécimens du IIIe-IVe siècle. Les données ostéologiques sont pertinentes pour un homme âgé de grande taille. 
En plus du diocèse de Nocera, un culte à saint Prisque est également rendu à Sant'Agnello, une ville sur la côte de Sorrente où en 1827 une église dédiée aux Saints Prisco et Agnello di Napoli est consacrée. 
Certaines reliques des sœurs de saint Prisque sont également conservées dans une chapelle de la crypte de la cathédrale de Salerne. Ils y ont été placés au Moyen Âge par Mgr Alfano I.
Il est fêté le 16 septembre.

## Musée diocésain de San Prisco
Le musée du diocèse de Nocera Inferiore-Sarno est nommé en hommage à saint Prisque. 

### Articles liés
- Liste des évêques de Nocera
- Diocèse de Nocera Inferiore-Sarno